# Oligosarcus perdido
Oligosarcus perdido es una especie de pez de la familia Characidae en el orden de los Characiformes.

## Morfología
Los machos pueden llegar alcanzar los 9,8 cm de longitud total.
- Número de vértebras: 39.[1]

## Hábitat
Vive en zonas de clima tropical.

## Distribución geográfica
Se encuentran en Sudamérica: río Perdido a la cuenca del río Paraguay (Brasil).